# Juan del Águila Molina
Juan del Águila Molina (Almería, 15 de junio de 1930-Ibidem, 1 de diciembre de 2018) fue un abogado, cooperativista y financiero español. Fue fundador y presidente de honor del grupo bancario cooperativo Cajamar y presidente emérito de la Fundación Cajamar.

## Carrera
Cursó estudios de magisterio y se licenció en Derecho por la Universidad de Granada. Finalizados sus estudios, se dedicó a la profesión de abogado. En los años 60 promocionó entre los agricultores almerienses la necesidad de crear cooperativas agrícolas. Todo ello mediante encuentros directos con los trabajadores del campo, a quienes concienciaba de la necesidad de unirse ante un mercado tan complejo. En un momento en que las entidades financieras no prestaban capital al sector agrícola almeriense, Juan del Águila dejó su profesión de abogado en un segundo plano y promovió, junto con Jesús Durbán Remón, la fundación de una cooperativa de crédito rural, que abrió su primera oficina en 1966. Así nació Cajamar, convertida hoy en la más importante caja rural y sociedad de crédito y ahorro de naturaleza cooperativa de España, entidad de la que primero fue director general, hasta 1992, y después presidente.
Del Águila compaginó sus responsabilidades al frente de Cajamar con la presidencia del Banco Cooperativo Español, la vicepresidencia de la Confederación Internacional del Crédito Agrícola, la presidencia de la Federación Andaluza de Cajas Rurales, y fue miembro de la Comisión Gestora del Fondo de garantía de depósitos (España), y del Consejo Social de la Universidad de Almería. En 2006 cedió la presidencia de la entidad a Antonio Pérez Lao, pasando a ser presidente de honor. Ese mismo año se constituyó, impulsada por él, la Fundación Cajamar, cuya presidencia ocupó.

## Reconocimientos[2]
- Cruz de la Orden Civil al Mérito Agrícola (1975).
- Premio Andaluz del Año (1992).
- Medalla de Oro de Andalucía (2002).
- Medalla de Oro de la ciudad de Almería (2007).
- Premio Macael a la Persona (2007).
- Premio a la trayectoria empresarial ASEMPAL (2007).
- Medalla de Oro de la Confederación Empresarial de la Provincia de Almería (2007).
- Premio de la Asociación de Empresarios del Mármol (2007).
- Homenaje de la Unión Deportiva Almería por su trayectoria profesional (2008).
- Escudo de Oro del Colegio de Abogados de Almería (2008).
- Medalla de Oro de la Cámara de Comercio de Almería (2010)
- Medalla de Oro de la Provincia de Almería (2014)
- Medalla de Oro de la Federación de Regantes de Almería (2017)